# Crinitisophira bicolor
Crinitisophira bicolor är en tvåvingeart som beskrevs av Hardy 1986. Crinitisophira bicolor ingår i släktet Crinitisophira och familjen borrflugor. Inga underarter finns listade i Catalogue of Life.